# استفانی اوچس
استفانی اوچس (انگلیسی: Stephanie Ochs؛ زادهٔ ۲۹ اوت ۱۹۹۰) بازیکن فوتبال اهل ایالات متحده آمریکا است.
از باشگاه‌هایی که در آن بازی کرده‌است می‌توان به وسترن نیویورک فلش، واشینگتن اسپیریت، و هیوستون دش اشاره کرد.
وی همچنین در تیم ملی فوتبال زیر ۲۳ سال زنان ایالات متحده آمریکا بازی کرده‌است.